# Љубица Ђорђевић
Љубица Ђорђевић (Крагујевац, 8. октобар 1922 − Београд, 17. април 1999) била је редовни професор Филолошког факултета Универзитета у Београду, библиотекар, библиограф, песникиња и књижевни критичар.

## Биографија
Љубица Ђорђевић је рођена 8. октобра 1922. у Крагујевцу. Основну школу завршила је 1932. године, прва четири разреда гимназије 1936, три разреда учитељске школе пре рата, а четврти завршни разред после рата.
Учествовала је у народноослободилачкој борби од 21. октобра 1941. до 28. фебруара 1945. године. Била је борац, повремено ангажована као медицинско особље. Посебно се ангажовала на пољу културне и образовне делатности.
Ангажована је 1952. године као приправник књижничар у библиотеци Семинара за југословенску књижевност на Филозофском факултету. Као библиотекар на Филолошком факултету радила је на Катедри за југословенску књижевност. Дипломирала је на Филолошком факултету 17. октобра 1961. године.
Магистрирала је 15. јануара 1966. године код ментора Слободана Ж. Марковића са темом Критичарско дело Велибора Глигорића.
Докторирала је 1972. године са темом Песничко дело Десанке Максимовић : докторска дисертација.
Каријеру од књижничара до библиотекара, библиографа и доктора књижевних наука градила је у периоду од 1952. до 1972, а каријеру универзитетског професора 1980. до 1988.
Умрла је у Београду 17. априла 1999. године.

## Смер и Катедра за библиотекарство
Кадровски проблем виших књижничара и библиотекара решавао се у Србији запошљавањем дипломираних високих и виших кадрова различитог профила који би после двогодишње обуке и праксе полагали државни стручни испит. Реформом високошколских програма 1978. године стекли су се услови за школовање библиотекара на академском нивоу. Смер за библиотекарство почео је са радом школске 1980/1981. године у својству редовних двогодишњих интеркатедарских студија. За предмет Основи библиотекарства изабрана је Љубица Ђорђевић, ванредни професор, за асистента Александра Вранеш, магистар филолошких наука у то време (данас редовни професор). Смер за библиотекарство био је у саставу Одсека за југословенске књижевности до 1986. када постаје самостална јединица све до гашења 1989. године. Школске 1988/89 године су укинути смерови на Филолошком факултету, а уведени изборни предмети. Основи библиотечко-информационе делатности предавала је Десанка Стаматовић, доцент доктор филолошких наука. Катедра за библиотекарство и информатику званично је почела с радом 1990. године за последипломске студије, а годину дана касније 1991. је уписала и прве студенте основних студија.

## Одабрана библиографија

### Монографије
- Песничко дело Десанке Максимовић : докторска дисертација, 1972.
- Библиографија Српског књижевног гласника, 1982.
- Самостални живот: пет збирки песама, 1994.
- Песничко дело Десанке Максимовић, 1998.

### Периодика
- Поезија Владимира Видрића. - У: Књижевност и језик, књ. 9, бр. 2, стр: 121-128, 1962.
- Био-библиографија др Вида Латковића. - У: Библиографски вјесник, 1/3, стр: 219-243, 1963.
- Велибор Глигорић у међуратној српској књижевној критици. - У: Савременик, год.11, књ. 22, бр. 11/12, стр:364-371, 1965.
- Школовање библиотекара на Филолошком факултету у Београду. - У: Иформатика, год.15, бр. 3, стр: 103-110, 1981.
- Читалац Нолитових књига од 1929 до 1941. године у Србији. - У: Анали Филолошког факултета, књ. 15, стр: 38-58, 1983.

### Уредник
- Југословенски интеркатедарски скуп универзитетских наставника библиотекарства, 1988.